# Japón en los Juegos Paralímpicos de Innsbruck 1984
Japón estuvo representado en los Juegos Paralímpicos de Innsbruck 1984 por quince deportistas, trece hombres y dos mujeres. El equipo paralímpico japonés no obtuvo ninguna medalla en estos Juegos.